# WWE Elimination Chamber (2022)
Der 12. WWE No Escape 2022 war eine Wrestling-Veranstaltung der WWE, die als Pay-per-View auf dem WWE Network und dem Streaming-Portal Peacock ausgestrahlt wurde. Sie fand am 19. Februar 2022 im Jeddah Super Dome in Jeddah, Saudi-Arabien statt. Es war die 12. Austragung des Elimination Chamber seit 2010. Die Veranstaltung fand zum ersten Mal in Saudi-Arabien statt.

## Hintergrund
Im Vorfeld der Veranstaltung wurden acht Matches angesetzt. Diese resultierten aus den Storylines, die in den Wochen vor dem Elimination Chamber bei Raw und SmackDown, den wöchentlichen Shows der WWE, gezeigt wurden.

## Ergebnisse
| Matchart                                        |                        |      |                                                                      | Zeit  |
| ----------------------------------------------- | ---------------------- | ---- | -------------------------------------------------------------------- | ----- |
| Singles-Match Pre-Show-Match                    | Rey Mysterio           | bes. | The Miz                                                              | 8:43  |
| Singles-Match um die WWE Universal Championship | Roman Reigns (C)       | bes. | Bill Goldberg                                                        | 5:57  |
| No Escape-Match                                 | Bianca Belair          | bes. | Rhea Ripley, Liv Morgan, Doudrop, Alexa Bliss und Nikki A.S.H.       | 15:41 |
| Tag-Team-Match                                  | Ronda Rousey und Naomi | bes. | Charlotte Flair und Sonya Deville                                    | 9:14  |
| Falls-Count-Anywhere-Match                      | Drew McIntyre          | bes. | Madcap Moss                                                          | 9:06  |
| Singles-Match um die Raw Women’s Championship   | Becky Lynch (C)        | bes. | Lita                                                                 | 12:14 |
| No Escape-Match um die WWE Championship         | Brock Lesnar           | bes. | Austin Theory, AJ Styles, Seth Rollins, Riddle und Bobby Lashley (C) | 14:56 |

| Funktion      | Name            |
| ------------- | --------------- |
| Kommentatoren | Byron Saxton    |
| Kommentatoren | Corey Graves    |
| Kommentatoren | Michael Cole    |
| Pre-Show      | Matt Camp       |
| Pre-Show      | Peter Rosenberg |
| Pre-Show      | Jackie Redmond  |
| Ringansager   | Mike Rome       |